# Wajdi Kechrida
Wajdi Kechrida (ur. 5 listopada 1995 w Nicei) – tunezyjski piłkarz występujący na pozycji obrońcy w klubie PAE Atromitos.

## Kariera klubowa
Swoją karierę rozpoczął w wieku juniorskim, reprezentując zespoły OGC Nice oraz Étoile Sportive du Sahel. W sezonie 2016/2017 został włączony do pierwszej drużyny Sahel, a w lidze tunezyjskiej zadebiutował 10 września 2016 w wygranym 3:0 meczu z Espérance Zarzis. Wraz z klubem trzykrotnie wywalczył wicemistrzostwo Tunezji (2017, 2019, 2021).
W 2021 przeszedł do włoskiej Salernitany. Swój pierwszy mecz w Serie A rozegrał 22 sierpnia 2021 przeciwko drużynie Bologny (2:3). W Salernitanie spędził sezon 2021/2022.
W sierpniu 2022 odszedł do greckiego Atromitosu. W Superleague Ellada zadebiutował 29 sierpnia 2022 w zremisowanym 1:1 spotkaniu z Panetolikosem, a sześć dni później w wygranym 4:1 pojedynku z Ionikosem strzelił swojego pierwszego gola w tych rozgrywkach.

## Kariera reprezentacyjna
W reprezentacji Tunezji zadebiutował 22 marca 2019 w wygranym 4:0 spotkaniu kw. do PNA 2019 z Eswatini. W tym samym roku dostał powołanie do drużyny na Puchar Narodów Afryki, na którym zagrał w pojedynkach z Angolą (1:1), Mali (1:1), Mauretanią (0:0), Ghaną (1:1, 5:4 w rz.k.) i Madagaskarem (3:0), Tunezja zaś zajęła 4. miejsce w turnieju.
W 2022 został powołany do kadry na mistrzostwa świata i zagrał na nich w meczach z Danią (0:0), Australią (0:1) i Francją (1:0), a Tunezja zakończyła turniej na fazie grupowej.